# Bedesbach
Bedesbach est une municipalité de la Verbandsgemeinde d'Altenglan, dans l'arrondissement de Kusel, en Rhénanie-Palatinat, dans l'ouest de l'Allemagne.

## Références

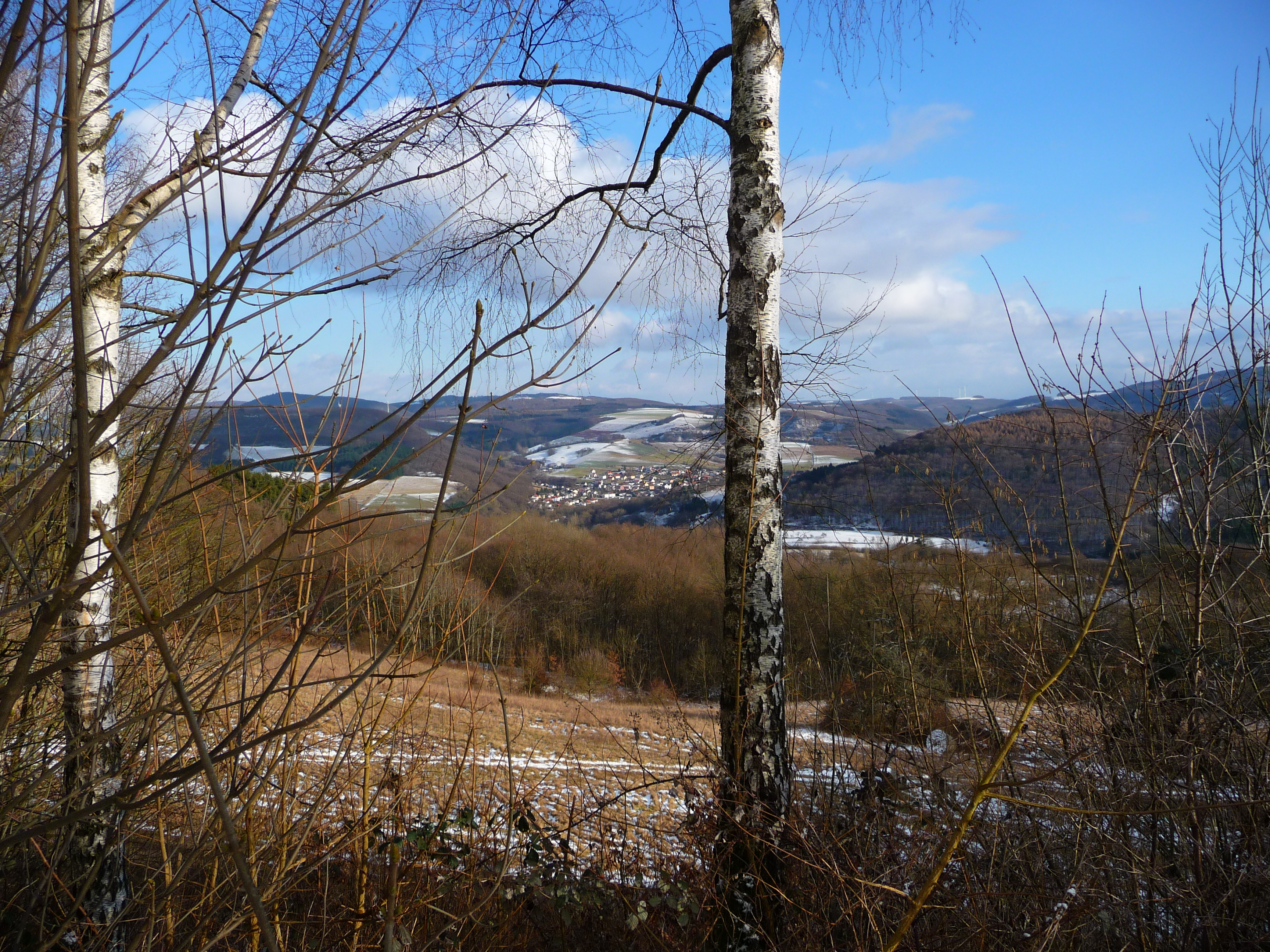
Vue sur Bedesbach